# Johann Jacobi (Erzgießer)

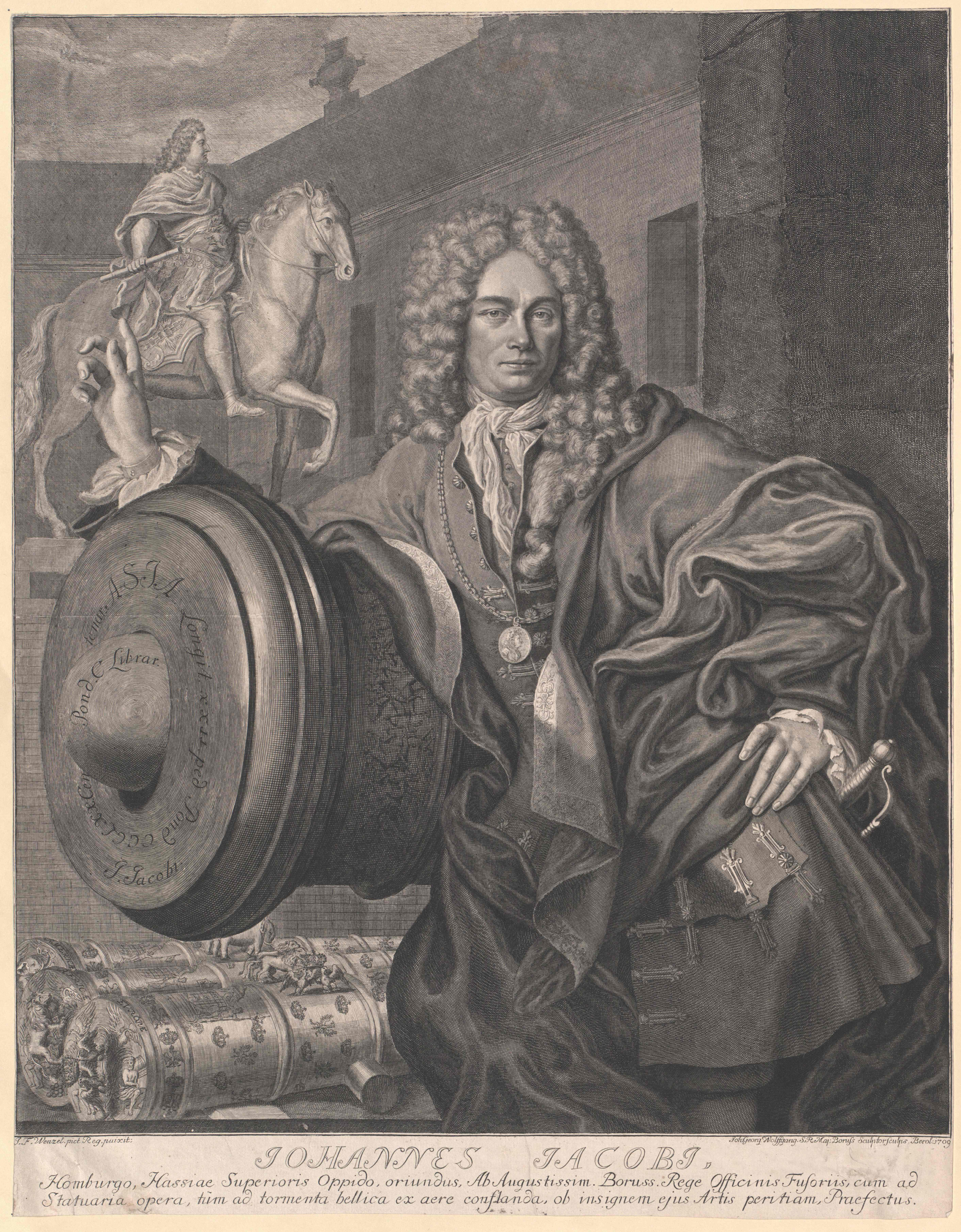
Johann Jacobi, 1709

Johann Jacobi (* 13. September 1661 in Homburg vor der Höhe; † 29. August 1726 in Berlin) war ein deutscher Erzgießer und enger Mitarbeiter Andreas Schlüters. Sein bekanntestes Werk ist die berühmte Reiterstatue des Großen Kurfürsten aus dem Jahr 1700; das Modell stammt von Schlüter.

## Leben und Wirken

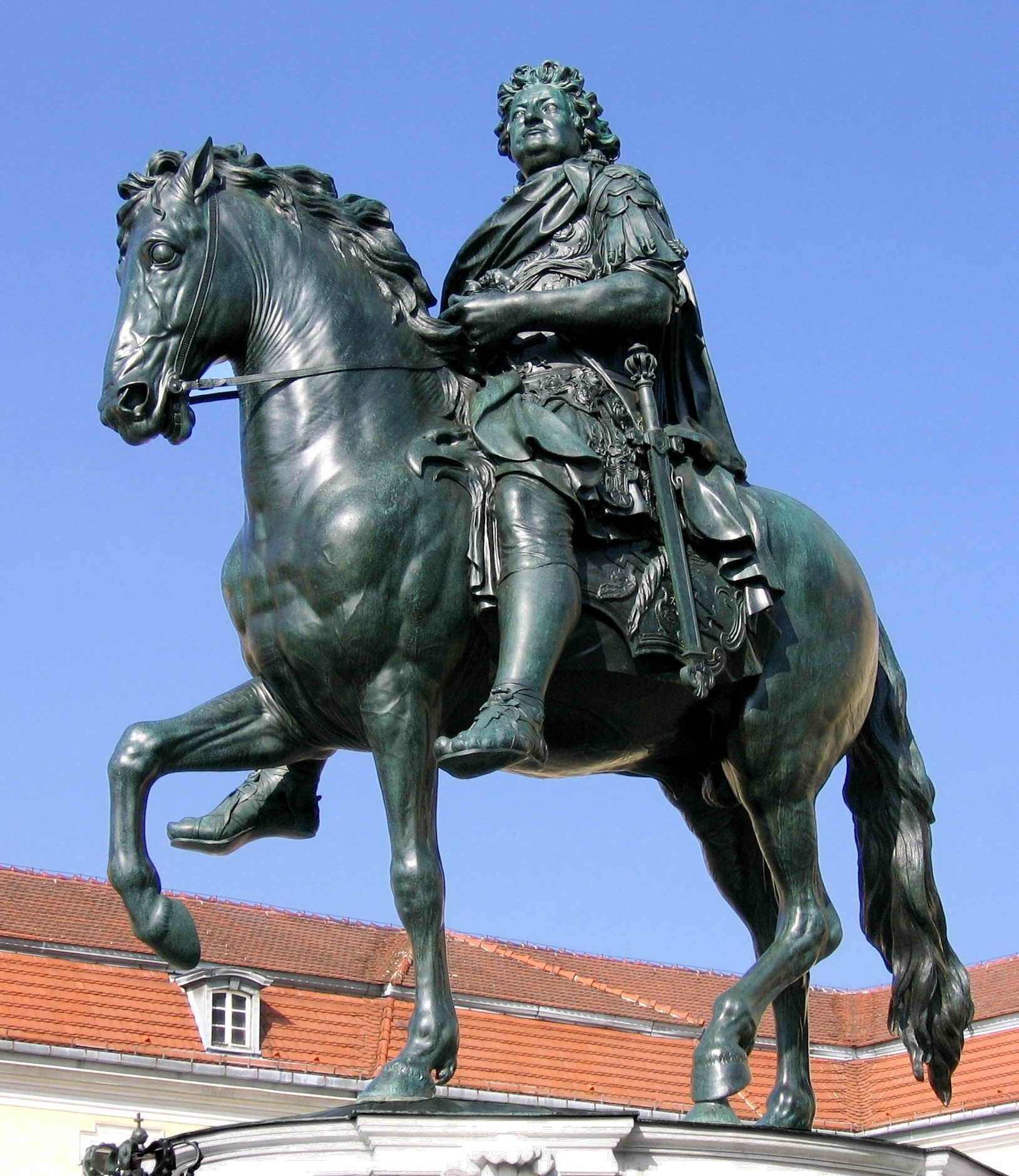
Der Große Kurfürst vor Schloss Charlottenburg in Berlin

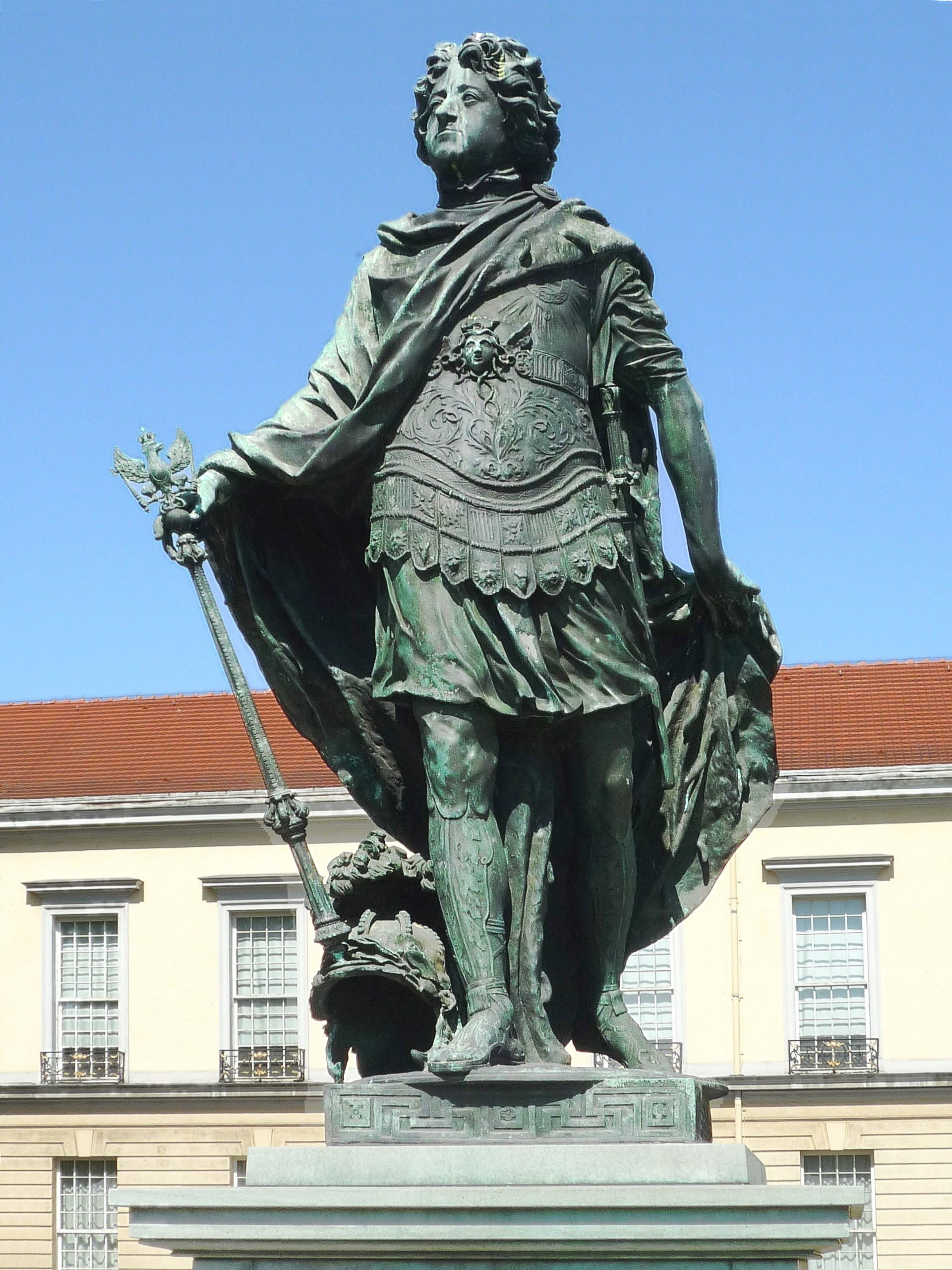
Friedrich III. vor Schloss Charlottenburg in Berlin

Jacobi wurde als ältestes von 13 Kindern des Wagners, Schöffen und Glöckners Johann Rupert Jacobi und seiner Ehefrau Susanna geb. Röder im damaligen Homburg vor der Höhe geboren. Jacobi ist die latinisierte Form des Familiennamens Jackel oder Jaeckel.
Die Angabe, Jacobi sei im Haushalt des Echzeller Pfarrers Bernhard Hagenbruch aufgewachsen, lässt sich nicht verifizieren. Fest steht, dass Johann Rupert Jacobi und Bernhard Hagenbruch befreundet waren und der junge Jacobi sich in Echzell aufhielt, als sein Vater starb. Hagenbruch übernahm die Aufgabe, um sich um die Berufsausbildung der Halbwaise zu kümmern und verschaffte Jacobi eine Ausbildungsstelle als Schmied. Eine Rechnung aus dem Jahr 1684, die sein Nachfahre Heinrich Jacobi fand, belegt, dass ein Schmiedegeselle Jacobi beim Bau des Homburger Schlosses beschäftigt war.
1693 finden wir Johann Jacobi in Paris in Diensten der Brüder Johann Jakob (1635–1700) und Johann Balthasar Keller (vom Steinbock) (1638–1702). In den späten 1680er-Jahren begann Johann Balthasar Keller mit den Gussvorbereitungen der für die Pariser Place Vendôme (damals Place Louis le Grand) bestimmten Reiterstatue Ludwig XIV., die den König als römischen Imperator visualisiert. Die Konzeption stammte vom französischen Bildhauer François Girardon. In einem extra dafür errichteten Gießhaus erfolgte der Guss der fast sieben Meter hohen Statue am 31. Dezember 1692 erstmals in einem einzigen Gussvorgang (Enthüllung 1699, Zerstörung 1792).
1695 ging Jacobi nach Berlin. Ob das auf Veranlassung seines Bekannten Schlüter geschah, ist nicht geklärt; am 24. September 1697 erhielt Jacobi von Kurfürst Friedrich III. einen Vertrag als „Hof- und Artillerie-Gießer“. Jacobi verpflichtete sich pro Monat zehn Kanonen oder Mörser zu liefern und erhielt dafür ein Jahresgehalt von 1000 Gulden. Nach der Rangerhöhung des Kurfürsten Friedrich III. zum König Friedrich I. in Preußen erhielt Jacobi den Auftrag zum Guss der Prunkkanone Asia. Die Asia wog 370 preußische Zentner (19,04 metrische Tonnen). Das Gewicht ihrer Kugeln machte sie zu einem 100-Pfünder, wenn sie auch niemals tatsächlich Geschosse feuerte. Die Herstellungskosten beliefen sich auf 17.828 Taler.
Friedrich III. hatte schon bei seinem Regierungsantritt 1688 die Errichtung eines Denkmals für den Großen Kurfürsten ins Auge gefasst. Es war eines der ersten Projekte, die Schlüter und Jacobi gemeinsam angingen. Schon bei Jacobis Vertrag von 1697 war von einem „Großen Pferd und Bild auf der Brücke“ die Rede gewesen. Während Schlüter das Modell des Reiterstandbildes des Großen Kurfürsten entwarf, goss Jacobi eine Statue des Kurfürsten Friedrich III., die ihn als römischen Herrscher, aber mit den kurfürstlichen Hoheitszeichen darstellt. Seit 1979 befindet sich ein Nachguss dieses Standbildes im Garten des Schlosses Charlottenburg, das zuletzt in Königsberg/Ostpreußen stehende Original gilt seit 1945 als verschollen.
Ende 1697 war Schlüters Gipsmodell des Reiterstandbildes fertiggestellt und am 22. Oktober 1700 goss Jacobi das 2,90 Meter hohe Denkmal in einem Guss, so wie er es bei Johann Balthasar Keller in Paris gelernt hatte. Für den Guss des im Jahre 1703 auf der Langen- oder Kurfürstenbrücke aufgestellten Denkmals, einer hervorragenden Schöpfung der Spätrenaissance, erhielt Jacobi einschließlich des Metalls 80.000 Taler. Später wurde das Denkmal des Großen Kurfürsten um vier Sklavenfiguren erweitert, die Jacobi ebenfalls anfertigte. Im Zweiten Weltkrieg wurde das Reiterstandbild ausgelagert, man fand es später im Tegeler See. 1952 wurde es vor Schloss Charlottenburg aufgestellt. Bereits 1904 war in der Kuppelhalle des Bode-Museums eine galvanoplastische Kopie in Originalgröße aufgestellt worden.

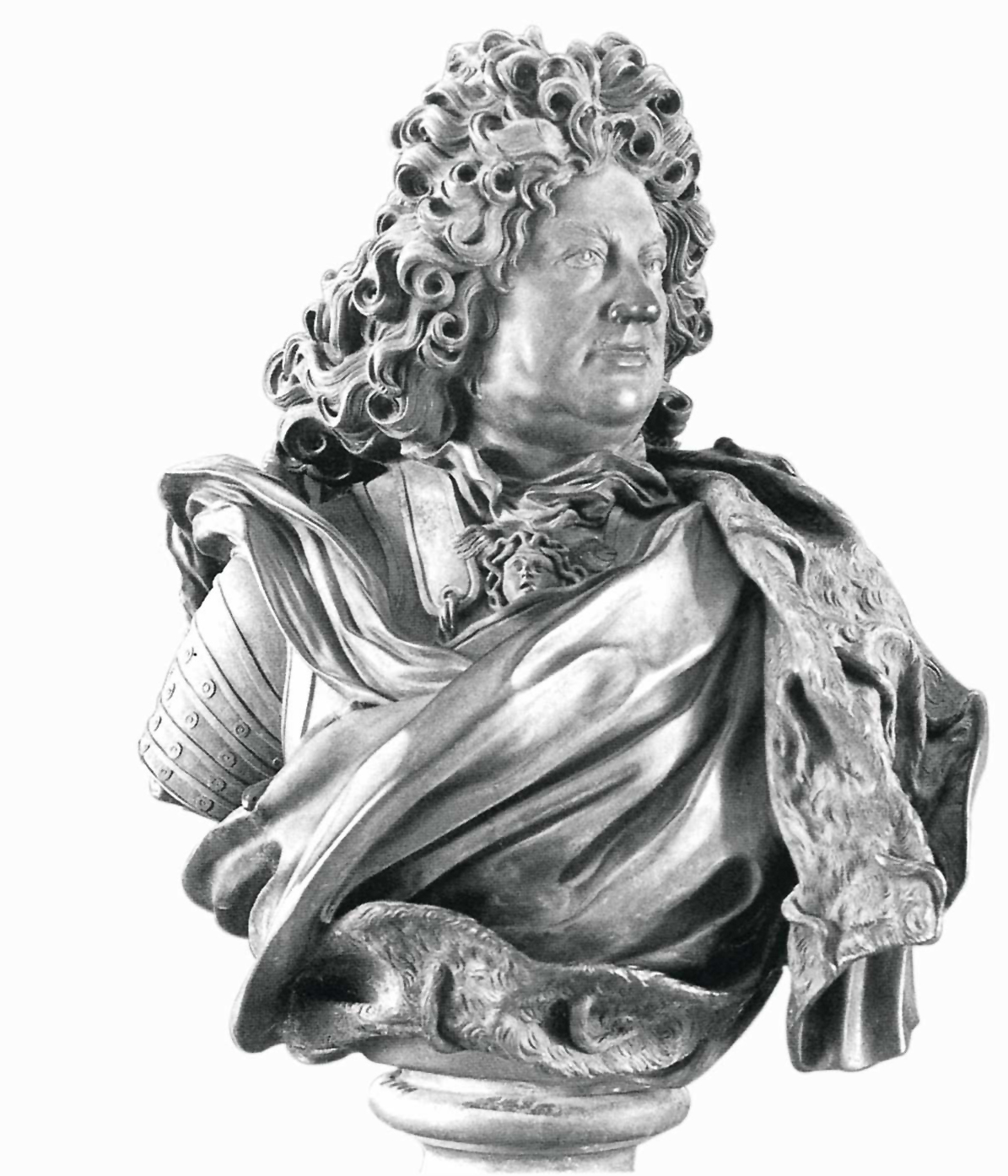
Bronzebüste von Friedrich II. von Hessen-Homburg

Während der Arbeiten an den Sklavenfiguren des Reiterdenkmals starb 1705 Königin Sophie Charlotte. Der tieftrauernde nunmehrige König Friedrich I. beauftragte Schlüter mit dem Entwurf eines Prunksarkophages, den Jacobi goss. Auch das Gegenstück, gegossen beim Tode des Königs 1713, entstand in Kooperation zwischen Schlüter und Jacobi. Die Sarkophage gelten als Manifestationen barocker Lebensauffassung.
Von Dezember 1700 bis 1704 goss Jacobi einen 37-teiligen Glockensatz von vermutlich es0 als Bourdonglocke und weiter von fis0 bis f4 für ein Carillon im Münzturm des Berliner Schlosses. Die Erhöhung des Münzturms und der Einbau des Glockenspiels scheiterten, so dass der Sohn und Nachfolger von Friedrich III., Friedrich Wilhelm I., das Carillon, aus dem zwischenzeitlich zwei Glocken für andere Zwecke entnommen wurden, der Berliner Parochialkirche übereignete.
Eine weitere Gemeinschaftsarbeit Schlüters und Jacobis ist die im Vestibül des Schlosses Bad Homburg aufgestellte Bronzebüste des Hessen-Homburger Landgrafen Friedrich II. Entstanden ist die Büste etwa um 1704; Friedrich II. hielt sich oft am Berliner Hof auf und kannte Schlüter und sicherlich auch seinen „Landsmann“ Jacobi. Die 1,15 m hohe Büste gilt nach Aussagen von Kunsthistorikern als „bedeutendste Büste des deutschen Barock“.
Dem rigorosen Sparkurs bei Hofe nach dem Regierungsantritt Friedrich Wilhelms I. fielen auch Schlüters und Jacobis Stellen zum Opfer. Während Schlüter in St. Petersburg eine neue Tätigkeit fand, verlegte sich Jacobi auf den Guss von Kirchenglocken und Feuerspritzen. Ein komplett erhaltener, vierstimmiger Glockensatz (a0 / cis1 /  fis1 / unbekannt) von ihm ist in der Marienkirche Gransee vorhanden, die drei größeren Glocken werden nach wie vor geläutet. Bekannt ist auch die 1702 von ihm in Berlin umgegossene, 8,8 t schwere und mit dem Schlagton e0+6 für ihr Gewicht recht tontiefe „Susanne“ des Magdeburger Doms, die nach wie vor in Gebrauch ist und zu den größten erhaltenen, historischen deutschen Glocken zählt.
1702 heiratete Jacobi Anna Sophia Damerow; das Paar hatte zehn Kinder (sechs Töchter und vier Söhne), von denen Sohn Heinrich Julius (1705–1755) ebenfalls Gießer wurde. Jacobi wurde am 1. September 1726 auf dem Friedrichswerderschen Friedhof beigesetzt. Die beiden Bad Homburger Architekten Louis Jacobi und sein Sohn Heinrich sind direkte Nachkommen Johann Jacobis.